# Cordillera de San Blas
La cordillera o serranía de San Blas es un sistema montañoso localizado al noroeste de Panamá y se extiende sobre la provincia de Panamá y la comarca de Guna Yala; de hecho esta cadena montañosa forma la frontera sobre ambos territorios. 
Esta cordillera se encuentra muy cerca del mar Caribe y no posee grandes elevaciones (su mayor altura es el cerro Cartí, 748 m); es lugar del nacimiento del río Bayano y otros tales como el Cartí Grande, el Cañita, o el Diablo, entre otros. Al este, se une con la serranía del Darién, en donde se extiende por la provincia de Darién hasta la frontera entre Colombia y Panamá.